# Unterseeboot 679
L'Unterseeboot 679 ou U-679 est un sous-marin allemand (U-Boot) de type VIIC utilisé par la Kriegsmarine pendant la Seconde Guerre mondiale.
Le sous-marin fut commandé le 5 juin 1941 à Hambourg (Howaldtswerke Hamburg AG), sa quille fut posée le 3 septembre 1942, il fut lancé le 18 septembre 1943 et mis en service le 29 novembre 1943, sous le commandement de l'Oberleutnant zur See Friedrich Breckwoldt.
Il fut coulé par des mines en Mer Baltique, en janvier 1945.

## Conception
Unterseeboot type VII, l'U-679 avait un déplacement de 769 tonnes en surface et 871 tonnes en plongée. Il avait une longueur totale de 67,10 m, un maître-bau de 6,20 m, une hauteur de 9,60 m et un tirant d'eau de 4,74 m. Le sous-marin était propulsé par deux hélices de 1,23 m, deux moteurs diesel Germaniawerft M6V 40/46 de 6 cylindres en ligne de 1 400 cv à 470 tr/min, produisant un total de 2 060 à 2 350 kW en surface et de deux moteurs électriques Siemens-Schuckert GU 343/38-8 de 375 cv à 295 tr/min, produisant un total 550 kW, en plongée. Le sous-marin avait une vitesse en surface de 17,7 nœuds (32,8 km/h) et une vitesse de 7,6 nœuds (14,1 km/h) en plongée. Immergé, il avait un rayon d'action de 80 milles marins (150 km) à 4 nœuds (7,4 km/h; 4,6 milles par heure) et pouvait atteindre une profondeur de 230 m. En surface son rayon d'action était de 8 500 milles nautiques (soit 15 700 km) à 10 nœuds (19 km/h). 
L'U-679 était équipé de cinq tubes lance-torpilles de 53,3 cm (quatre montés à l'avant et un à l'arrière) qui contenait quatorze torpilles. Il était équipé d'un canon de 8,8 cm SK C/35 (220 coups) et d'un canon antiaérien de 20 mm Flak. Il pouvait transporter 26 mines TMA ou 39 mines TMB. Son équipage comprenait 4 officiers et 40 à 56 sous-mariniers.

## Historique
Il reçut sa formation de base au sein de la 31. Unterseebootsflottille jusqu'au 31 juillet 1944, il intégra sa formation de combat dans la 8. Unterseebootsflottille.
Sa première patrouille est précédée par de courts trajets à Kiel, Marviken et Helsinki. Elle commence réellement le 11 juillet 1944 au départ de Helsinki pour opérer en Mer Baltique.
Le 13 juillet 1944, l'U-679 se trouve près de Koivisto. Les jours suivants il participe à des engagements en surface avec des torpilleurs et deux vedettes lance-torpilles soviétiques. Il endommage avec son artillerie le bateau soviétique TK 47, dans la Baie de Viborg.
Le 18 juillet 1944, le sous-marin quitte Reval pour patrouiller dans la mer Baltique. Au cours de ces sept semaines, l'U-679 réalise des sorties opérationnelles de trois à sept jours. Entre ces sorties des périodes de repos ont été prises et réapprovisionnement se fait soit à Reval ou à Helsinki.
Le 2 novembre 1944, il quitte Dantzig pour sa troisième patrouille. Le 18 novembre 1944, l'U-679 signale qu'il a coulé un patrouilleur soviétique (SK-62) dans l'entrée du Golfe de Finlande. Le 27 novembre 1944, il revendique d'avoir coulé un dragueur de mines soviétique près de Baltijsk, mais ce n'est pas confirmé.
L'U-679 a été coulé le 9 janvier 1945, dans le Golfe de Finlande au large de Odensholm, par des charges de profondeurs du chasseur de sous-marins soviétique MO-124.
Les 51 membres d'équipage décédèrent dans cette attaque.

### Decouverte de l'épave
L'épave a été retrouvée en août 2015 et les premiers rapports suggèrent que la perte de l'U-679 est due à l'explosion d'une mine soviétique et non à une attaque de charges de profondeurs d'un sous-marin soviétique. L'épave se trouve à 90 mètres de profondeur à la position 59° 26′ N, 24° 07′ E.

## Affectations
- 31. Unterseebootsflottille du 29 novembre 1943 au 31 juillet 1944 (Période de formation).
- 8. Unterseebootsflottille du 1er août 1944 au 9 janvier 1945 (Unité combattante).

## Commandement
- Oberleutnant zur See Friedrich Breckwoldt du 29 novembre 1943 au 20 octobre 1944.
- Oberleutnant zur See Eduard Aust du 21 octobre 1944 au 9 janvier 1945.

## Patrouilles
|       | Commandant                 | Départ          | Départ   | Arrivée           | Arrivée  | Jours     | Succès |
| ----- | -------------------------- | --------------- | -------- | ----------------- | -------- | --------- | ------ |
|       | Oblt. Friedrich Breckwoldt | 10 juin 1944    | Kiel     | 12 juin 1944      | Marviken | 3 jours   |        |
|       | Oblt. Friedrich Breckwoldt | 29 juin 1944    | Marviken | 1er juillet 1944  | Kiel     | 3 jours   |        |
|       | Oblt. Friedrich Breckwoldt | 6 juillet 1944  | Kiel     | 10 juillet 1944   | Helsinki | 5 jours   |        |
| 1     | Oblt. Friedrich Breckwoldt | 11 juillet 1944 | Helsinki | 16 juillet 1944   | Reval    | 6 jours   | 36     |
| 2     | Oblt. Friedrich Breckwoldt | 18 juillet 1944 | Reval    | 10 septembre 1944 | Danzig   | 55 jours  |        |
| 3     | Oblt. Eduard Aust          | 2 novembre 1944 | Danzig   | 9 janvier 1945    | Coulé    | 69 jours  | 39     |
| Total | Total                      | Total           | Total    | Total             | Total    | 141 jours | 75 t   |

Notes : Oblt. = Oberleutnant zur See

## Navire(s) coulé(s)
L'U-679 coula 1 navire de guerre de 39 tonneaux et endommagea 1 navire guerre de 36 tonneaux au cours des 3 patrouilles (141 jours en mer) qu'il effectua.
| Date             | Nom   | Nationalité       | Tonnage | Convoi | Fait      | Localisation         |
| ---------------- | ----- | ----------------- | ------- | ------ | --------- | -------------------- |
| 15 juillet 1944  | TK-57 | Marine soviétique | 36      | -      | Endommagé | 60° 27′ N, 28° 24′ E |
| 18 novembre 1944 | SK-62 | Marine soviétique | 39      | -      | Coulé     | 59° 27′ N, 23° 48′ E |